# Denise Arregui
Denise Arregui Mc Lauchlan (Lima, 15 de marzo de 1973) es una actriz y presentadora de televisión peruana.

## Biografía
Hija del médico Alberto Arregui López y la socióloga Patricia Mc Lauchlan. Nació en Lima en 1973.
Estudió en el Newton College, una vez graduada, estudió comunicación audiovisual en el IPP y Teatro en la Pontificia Universidad Católica del Perú con Alberto Ísola. Trabajó en Iguana Producciones haciendo producción, asistencia de dirección y edición.
En 1996, Arregui ingresó a América Televisión condujo el noticiero matutino Primera edición como reportera y presentadora duró hasta 1998.
En 1998, Panamericana Televisión donde condujo fue presentadora del noticiero 24 Horas, junto a Gonzalo Iwasaki duró hasta 1999.
En 1999, Arregui ingresó a Canal A donde condujo el programa Esta noche noticias, junto a Martín Del Pomar duró hasta 2000.
A fines de los años noventa, se desempeñó como cantante de la banda local de Ska Rock, La Pura Purita.
En el año 2003, participó en la película Ojos que no ven, la cual ganó el Valdivia International Film Festival.
En 2004, condujo Sentidos programa en donde realizaba notas sobre artes plásticas, teatro, danza, moda y crónicas urbanas; se transmitió por Canal N.
En 2005, participó en la miniserie Misterio, interpretando a Claudia.
Entre los años 2006 y 2007, fue conductora del noticiero matutino Buenos días Perú, junto a Gunter Rave y Fiorella Rodríguez en Panamericana Televisión.
El siguiente año, Plus TV la contrató para conducir el programa musical: Jammin; y en 2008 para el programa de entrevistas Mesa de noche.
En 2010 participó en Los exitosos Gome$, interpretando a la antagonista Amanda Rojo. 
En 2012, Arregui empezó a conducir el programa Plus café por Plus TV. Seguidamente, participó como actriz en la obra de comedia musical Te odio, amor mío, bajo la dirección de Alberto Ísola.
En 2023 conduce Presencia cultural por TV Perú.

## Filmografía
| Año  | Título             | Personaje   | Notas |
| ---- | ------------------ | ----------- | ----- |
| 1995 | Malicia            |             |       |
| 2005 | Misterio           | Claudia     |       |
| 2008 | Tiro de gracia     | Soledad     |       |
| 2010 | Los exitosos Gome$ | Amanda Rojo |       |
| 2011 | Lalola             | Celeste     |       |
| 2014 | Comando Alfa       | René        |       |
| 2019 | Los Vílchez        | Didí        |       |

| Año  | Título          | Personaje | Notas |
| ---- | --------------- | --------- | ----- |
| 2003 | Ojos que no ven | Reportera |       |
| 2006 | La prueba       |           |       |
| 2015 | Amores gatos    |           |       |

| Año     | Título              | Personaje    | Notas |
| ------- | ------------------- | ------------ | ----- |
| 1996—98 | Primera edición     | Persentadora |       |
| 1998—99 | 24 horas            | Persentadora |       |
| 1999—00 | Esta noche noticias | Persentadora |       |
| 2004—05 | Sentidos            | Persentadora |       |
| 2006—07 | Buenos días, Perú   | Persentadora |       |
| 2007    | Jammin'             | Persentadora |       |
| 2008—11 | Mesa de noche       | Persentadora |       |
| 2012—14 | Plus café           | Persentadora |       |
| 2023    | Presencia cultural  | Persentadora | [ 6 ] |

## Teatro
| Año  | Título                        | Personaje |
| ---- | ----------------------------- | --------- |
| 2004 | Bebé a bordo                  | Helen     |
| 2008 | Efímero                       |           |
| 2009 | Don Juan regresa de la guerra |           |
| 2010 | Los monólogos de la vagina    |           |
| 2012 | Te odio, amor mío             |           |
| 2013 | Después de la lluvia          |           |
| 2014 | Criadero                      |           |
| 2014 | Como crecen los árbores       |           |
| 2015 | Love, love, love              |           |
| 2016 | Ruido                         |           |
| 2016 | ¿Unos vodkas?                 |           |
| 2017 | Macbeth                       |           |
| 2017 | Las mujeres de los nazis      |           |